# بخاری صنعتی
بخاری صنعتی وسیله‌ای است که برای گرم کردن فضاهای بزرگ و صنعتی مانند کارخانجات، سوله‌ها، سالن‌های ورزشی، مراکز تجاری و تولیدی، ادارات و سایر محیط‌های بزرگ استفاده می‌شود. این بخاری‌ها قدرت گرمایشی بالایی دارند و می‌توانند گرما را به طور یکنواخت در محیط پخش کنند.
در واقع بخاری‌های صنعتی ابزاری هستند که برای تبدیل انرژی از یک سوخت یا منبع انرژی به انرژی حرارتی در یک سیستم، جریان فرآیند یا محیط بسته استفاده می‌شوند. این فرآیند که در آن انرژی حرارتی از یک منبع انرژی به یک سیستم منتقل می‌شود، به عنوان انتقال گرما توصیف می‌گردد.
انتقال گرما یکی از مهم‌ترین اصول در مهندسی حرارت و مکانیک سیالات است و به سه روش اصلی انجام می‌شود:
هنگام خرید این بخاری ها باید آنها را براساس متراژی که لازم دارید خریداری کنید و هر اندازه متراژ محل شما بیشتر باشد می‌بایست گرمکن بزرگتری را انتخاب کنید.

## کارکرد بخاری صنعتی
بخاری‌های صنعتی با استفاده از یک فن داخلی گرما را در محیط پخش می‌کنند. این دستگاه‌ها نسبت به بخاری‌های معمولی قدرت گرمایشی بسیار بیشتری دارند و می‌توانند دمای محیط‌های بزرگ را به سرعت بالا ببرند. عملکرد آنها شبیه به کوره‌های گرمایشی است و می‌توانند از طریق فن و روش‌های تابشی گرما را منتقل کنند.

## انواع بخاری صنعتی

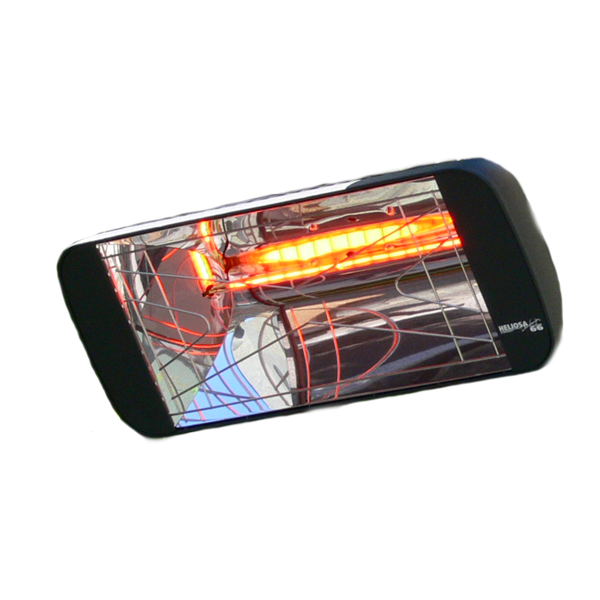

#### هیتر گازی یا کوره هوای گرم
هیتر گازی یکی از پرکاربردترین انواع بخاری‌های صنعتی است که با سوخت گاز کار می‌کند. این بخاری‌ها گرما را از طریق یک مشعل و کوره تولید و با فن پخش می‌کنند.
کوره هوای گرم (Hot Air Furnace) چیست؟
طبق دستورالعمل‌های مقررات فدرال (CFR)، کوره هوای گرم به سیستمی صنعتی برای گرمایش اشاره دارد که توان حرارتی آن حداقل ۵۰ هزار کیلو کالری در ساعت باشد. اجزای اصلی این سیستم‌ها شامل مشعل، دیگ، فن و مبدل حرارتی است. کوره‌های هوای گرم باکیفیت از نظر مصرف انرژی بسیار بهینه هستند و به‌عنوان یک انتخاب ایده‌آل برای گرمایش گلخانه‌ها، مرغداری‌ها، باشگاه‌ها و سالن‌های ورزشی، محیط‌های صنعتی و موارد مشابه محسوب می‌شوند.
اجزای کلیدی کوره هوای گرم یا بخاری فن‌دار صنعتی
مشعل: به‌عنوان قلب کوره هوای گرم عمل می‌کند و با سوزاندن سوخت، گرمای لازم را تولید می‌نماید. مشعل‌ها در انواع گازی، گازوئیلی و دوگانه‌سوز در دسترس هستند.
مبدل حرارتی: وظیفه اصلی مبدل حرارتی، انتقال گرمای تولید شده توسط مشعل به هوای سرد است. این مبدل‌ها معمولا از جنس استیل یا آلومینیوم ساخته شده و به شکل پره‌ای یا لوله‌ای طراحی می‌شوند.
فن: فن هوا را از محیط بیرونی جذب کرده و به سمت مبدل حرارتی هدایت می‌کند. پس از گرم شدن هوا در مبدل، فن آن را به داخل فضا توزیع می‌کند.
بدنه: بدنه کوره هوای گرم، نقش حفاظتی دارد و اجزای داخلی را از آسیب‌های محیطی محافظت می‌کند. معمولا این بدنه از ورق گالوانیزه ساخته می‌شود.
سیستم کنترل: این سیستم مسئولیت تنظیم دمای مطلوب، کنترل روشن و خاموش شدن مشعل و عملکرد سایر اجزا را بر عهده دارد. سیستم کنترل می‌تواند ساده یا مجهز به ترموستات، سنسور دما و دیگر تجهیزات کنترلی باشد.
دودکش: وظیفه دودکش، هدایت محصولات احتراق از داخل کوره به خارج از محیط است.

#### بخاری صنعتی برقی
سیستم‌ گرمایش برقی یا بخاری برقی برای استفاده در مکان‌های مختلف، اعم از فضاهای صنعتی و غیرصنعتی، به دلیل نداشتن احتراق و تولید گاز CO (کربن مونوکسید) بسیار مناسب هستند. این هیترها انرژی مورد نیاز خود را از طریق برق تأمین می‌کنند و در مکان‌هایی که دسترسی به گاز و گازوئیل محدود است یا زیبایی فضا اولویت دارد،
مزایا:
- مقاومت بالا: در برابر سایش، زنگ زدگی و نور خورشید.
- قدرت گرمایشی بالا: مناسب برای سوله‌ها و سالن‌های بزرگ.
- نصب و استفاده آسان: بدون نیاز به منابع سوختی دیگر.

#### هیتر گازوئیلی
این نوع بخاری با سوخت گازوئیل کار می‌کند و به دلیل قیمت مناسب سوخت، اقتصادی است.
مزایا:
- هزینه پایین سوخت: گازوئیل نسبت به سوخت‌های دیگر ارزان‌تر است.
- کارکرد راحت: مناسب برای محیط‌های بزرگ.
- قابلیت حمل و نقل: معمولاً این بخاری‌ها قابل حمل هستند و می‌توانند در مکان‌های مختلف استفاده شوند.

#### هیتر تابشی صنعتی
هیتر تابشی گرما را از طریق تشعشعات فرو سرخ تولید و مستقیماً به اجسام منتقل می‌کند.
مزایا:
- کارایی بالا: موثر برای گرم کردن موضعی اجسام و افراد.
- صرفه‌جویی در انرژی: فقط اجسامی که نیاز به گرما دارند را گرم می‌کند.
- بدون نیاز به فن: عملکرد بدون سر و صدا و گردش هوا.